# Дельфіна Амброзяк
Дельфіна Амброзяк (пол. Delfina Ambroziak, дівоче прізвище — Коваль, 21 березня 1935, Рівне — 9 січня 2024, Лодзь) — польська оперна співачка (сопрано), солістка Великого театру в Лодзі; виконувала оперні партії (зокрема графиню у "Весіллі Фігаро "), ораторійний та пісенний репертуар.

## Життєпис
Народилася 21 березня 1939 року в Рівному на Волині. Її батько служив у Армії Крайовій, загинув у 1944 роців Пав'яку.
У роки Другої світової війни родина переїхала до містечка Глова́но біля Лодзі, а потім — до Лодзі, де оселилася завдяки родичам, які працювали у відновленні інфраструктури Польщі після війни.
Після смерті батька мамі довелося самотужки утримувати та виховувати трьох дітей.
У дитинстві Дельфіна цікавилася танцями, баскетболом і музикою.
Освіта: з 1958 року навчалась у Державній вищій музичній школі в Лодзі (нині Музична академія (Лодзь), під керівництвом професора вокалу Гжегожа Орлова.  Поєднувала навчання з роботою у бухгалтерському відділі Лодзького графічного заводу, а потім у Лодзькому політехнічному університеті.У 1962 році закінчила академію з відзнакою. Потім удосконалювалася у Венеції в класі Сергіо Беноні.
Як провідна солістка Великого театру в Лодзі, брала участь у численних музичних фестивалях у Польщі та за кордоном, зокрема «Варшавська осінь», «Vratislavia Cantans» та «Познанська музична весна», а також у фестивалях у Зальцбурзі, Людвігсбурзі, Лінці, Генті та ін. Ввиступала у найпрестижніших концертних залах, зокрема в Конзергебау в Амстердамі, Санта-Чечілії в Римі та Карнегі-Холі в Нью-Йорку.
З 1988 року викладала сольний спів в Музичній академії в Лодзі, в 1992 році отримала звання професора музичного мистецтва.
Померла 9 січня 2024 року у Лодзі. Похована на цвинтарі Дола в Лодзі

## Особисте життя
Перший шлюб з музикантом і диригентом Радмудом Амброзяком, в шлюбі мала сина Яцека; розлучилися у 1967 році. Вдруге вийшла заміж за тенора Тадеуша Копацького, соліста Великого театру у Лодзі. 
Хобі: любила живопис і кулінарію, колекціонувала картини; цінувала відпочинок на природі.

## Творча кар'єра
Дебют відбувся у травні 1962 року на сцені Театру Великого в Лодзі — в партії Лакме в однойменній опері Лео Деліба.
У 1962 році здобула першу премію на Міжнародному вокальному конкурсі ARD у Мюнхені .
Була солісткою Театру Великого в Лодзі (1967–1990), виконувала головні партії:
Лакме («Lakmé» – Деліб)
Віолетта («La Traviata» – Верді)
Джильда («Rigoletto» – Верді)
Мімі («La Bohème» – Пуччіні)
Мікаела («Carmen» – Бізе)
Донна Ельвіра («Don Giovanni» – Моцарт)
Ганна («Straszny Dwór» – Монюшко) й інші. 
Гастролювала на сценах у Італії, Нідерландах, Бельгії, США, Канаді, а також у Польщі.
Її широкий репертуар включав близько 40 головних оперних партій сопрано та майже 70 творів з ораторійної та кантатної літератури.
Була прихильницею творчості польського композитора Кшиштофа Пендерецького, твори якого виконувала понад 30 років.
Пісенний репертуар включав сучасну музику, зокрема українську прем’єру ораторії «Angelus» Войцеха Кіляра, а також записи концертних програм для радіостанцій Польщі, Німеччини та Австрії.

## Відзнаки
Нагороджена Лицарським хрестом Ордена Відродження Польщі, Золотим Хрестом Заслуги, значком «Заслужений діяч культури» та Срібною медаллю «За заслуги в культурі Gloria Artis».
У 2023 році з нагоди дня народження Лодзі Амброзяк отримала медаль до 600-річчя міста «За діяльність, яка сприяла розвитку Лодзі».